# Pálmakeselyű
A pálmakeselyű, régi magyar nevén halászkeselyű (Gypohierax angolensis) a vágómadár-alakúak (Accipitriformes) rendjébe, ezen belül a vágómadárfélék (Accipitridae) családjába tartozó Gypohierax nem egyetlen faja.

## Rendszerezése
A fajt Johann Friedrich Gmelin német természettudós írta le 1788-ban, a Spizaetus nembe Spizartus ayresii néven. Szerepelt a Falco nemben Falco angolensis néven is. Alcsaládi besorolása vitatott.

## Előfordulása
Nyugat- és Kelet-Afrikában nagy területen él. Természetes élőhelyei a szubtrópusi és trópusi síkvidéki esőerdők, folyó menti galériaerdők, mangroveerdők vagy nedves szavannák, ahol nagy számban találhatóak olaj– és rafiapálmák. Mivel ezek Afrikában fontos kultúrnövények, nagy ültetvények vannak belőlük. Ezekben is megél a faj, ha kártétele miatt nem üldözik el a területről.

## Megjelenése
Testhossza 65 centiméter, szárnyfesztávolsága 130–155 centiméter, súlya 1360-1700 kilogramm. Egyedülálló életmódja miatt ez az egyetlen keselyűfaj, melynek nyaka végig tollas. A többi fajnak – mivel a tetemekbe kell a fejüket dugniuk, hogy táplálkozzanak – a nyaka részben, vagy teljesen csupasz.
A kifejlett egyedek tollazata fehér, hátukon, szárnyevezőiken és rövid farkukon azonban a tollak feketék. Ez a színezet különösen röptükben feltűnő.
A szemek körül csupasz bőrfelület látható, melynek színe rózsaszínes, piros vagy narancsos árnyalatú lehet. Csőre fakó sárga, a tövénél szürkéskék. Lábai hússzínűek.
A fiatal egyedek nagyon hasonlítanak a felnőttekre, csak arcfoltjaik fakó színűek, többnyire sárgásak és lábaik fehérek.
|  |  |

## Életmódja
A faj a keselyűk többségétől eltérően alapvetően magányosan élő madár. Tápláléka egyedülálló a vágómadárfélék családjában, mivel ez az egyetlen elsősorban növényi eredetű anyagokkal táplálkozó faj. Fő tápláléka az olajpálmák és a rafiapálmák olajban gazdag termése, valamint egyéb húsos gyümölcsök. A madár táplálékkeresés közben gyakran fejjel lefelé csüng egy-egy pálmán, amíg csőrével le tud szakítani egy gyümölcsöt.
Kiegészítésképpen fogyaszt állati eredetű anyagokat is, így rovarokat, csigákat, békákat, apróbb madarakat vagy kisemlősöket is. A mangroveredőkben előfordul, hogy élő halakra vadászik, melyeket a vízből kap fel röptében. Olykor fogyaszt dögöt is, elsősorban a leopárd által a fákra rejtett tetemekből, melyek a többi keselyű számára hozzáférhetetlenek.

## Szaporodása
Fészkét 10-30 méter magas fákra vagy azok odvaiba építi. A tojó egyetlen, barnás pettyekkel borított fehér tojást rak, melyeken öt hétig kotlik. Fészkelőanyagnak a fő táplálékát jelentő pálmafajok levelei szolgálnak.
Egy-egy jó helyen levő fészket éveken át használhat a madárpár.
A fiatal madár nagyjából három hónapos korában hagyja el a fészket és a következő költésig szülei territóriumán belül marad.
|  |  |

## Természetvédelmi helyzete
Az elterjedési területe rendkívül nagy, egyedszáma pedig stabil. A Természetvédelmi Világszövetség Vörös listáján nem fenyegetett fajként szerepel.

## Fordítás
- Ez a szócikk részben vagy egészben  a   Palmgeier című német Wikipédia-szócikk ezen változatának fordításán alapul.  Az eredeti cikk szerkesztőit annak laptörténete sorolja fel. Ez a jelzés csupán a megfogalmazás eredetét és a szerzői jogokat jelzi, nem szolgál a cikkben szereplő információk forrásmegjelöléseként.